# 김창수 (1955년)
김창수(金昌洙, 1955년 3월 7일(1955년 음력 2월 13일)~)는 대한민국의 정치인이다. 제8대 대전 대덕구청장, 제18대 국회의원을 역임했다.

## 학력
- 1967년 대전삼성국민학교(지금의 대전삼성초등학교 졸업)
- 1970년 대전중학교 졸업
- 1973년 대전고등학교 졸업
- 1977년 서울대학교 사회과학대학 정치학과 학사

## 경력
- 조선일보 정치부 기자
- 조선일보 사회부 기자
- 베를린자유대학교 동아시아연구소 객원연구원
- 조선일보 노동조합위원회 위원장
- 전국언론노동조합연맹 부위원장
- 대덕포럼 공동대표
- 새천년민주당 부대변인
- 새천년민주당 대덕구 지구당위원장
- 제8대 대덕구청장(열린우리당)
- 국회 문화체육관광방송통신위원회 위원
- 국회 예산결산특별위원회 위원
- 국회 남북관계발전특별위원회 위원
- 국회 사법제도개선특별위원회 위원
- 국회 정치개혁특별위원회 위원
- 서울대학교 총동창회 충남·대전지부 회장
- 대한민국헌정회 법.정관개정특별위원장

## 역대 선거 결과
|  | 16.52% |

|  | 52.15% |

|  | 19.01% |

|  | 33.93% |

|  | 18.88% |

## 소속 정당
| 소속 정당 | 소속 정당      | 소속 기간 | 비고           |
| --------- | -------------- | --------- | -------------- |
|           | 새천년민주당   | 2000~2003 | 정계 입문      |
|           | 무소속         | 2003      | 탈당           |
|           | 열린우리당     | 2003~2006 | 창당           |
|           | 무소속         | 2006~2008 | 탈당           |
|           | 자유선진당     | 2008~2011 | 입당           |
|           | 무소속         | 2011~2014 | 탈당           |
|           | 새정치연합     | 2014      | 창당준비위원회 |
|           | 새정치민주연합 | 2014~2015 | 창당           |
|           | 무소속         | 2015~2016 | 탈당           |
|           | 국민의당       | 2016~2018 | 창당           |
|           | 바른미래당     | 2018~2020 | 합당           |
|           | 무소속         | 2020~현재 | 탈당 정계 은퇴 |

## 같이 보기
- 대덕구 (선거구)
- 대전 대덕구의 국회의원
- 대덕구청장